# كريستال باركر
كريستال باركر (بالإنجليزية: Krystal Parker)‏ (28 أكتوبر 1990 بأولدهام في المملكة المتحدة - ) هي لاعبة كرة قدم بريطانية في مركز حراسة المرمى. شاركت مع منتخب أيرلندا الشمالية لكرة القدم للسيدات. أما مع النوادي، فقد لعبت مع Blackburn Rovers W.F.C. ‏ وأستون فيلا للسيدات.

## وصلات خارجية
- كريستال باركر على موقع قاعدة بيانات كرة القدم.إي يو (الإنجليزية)